# Lav Diaz

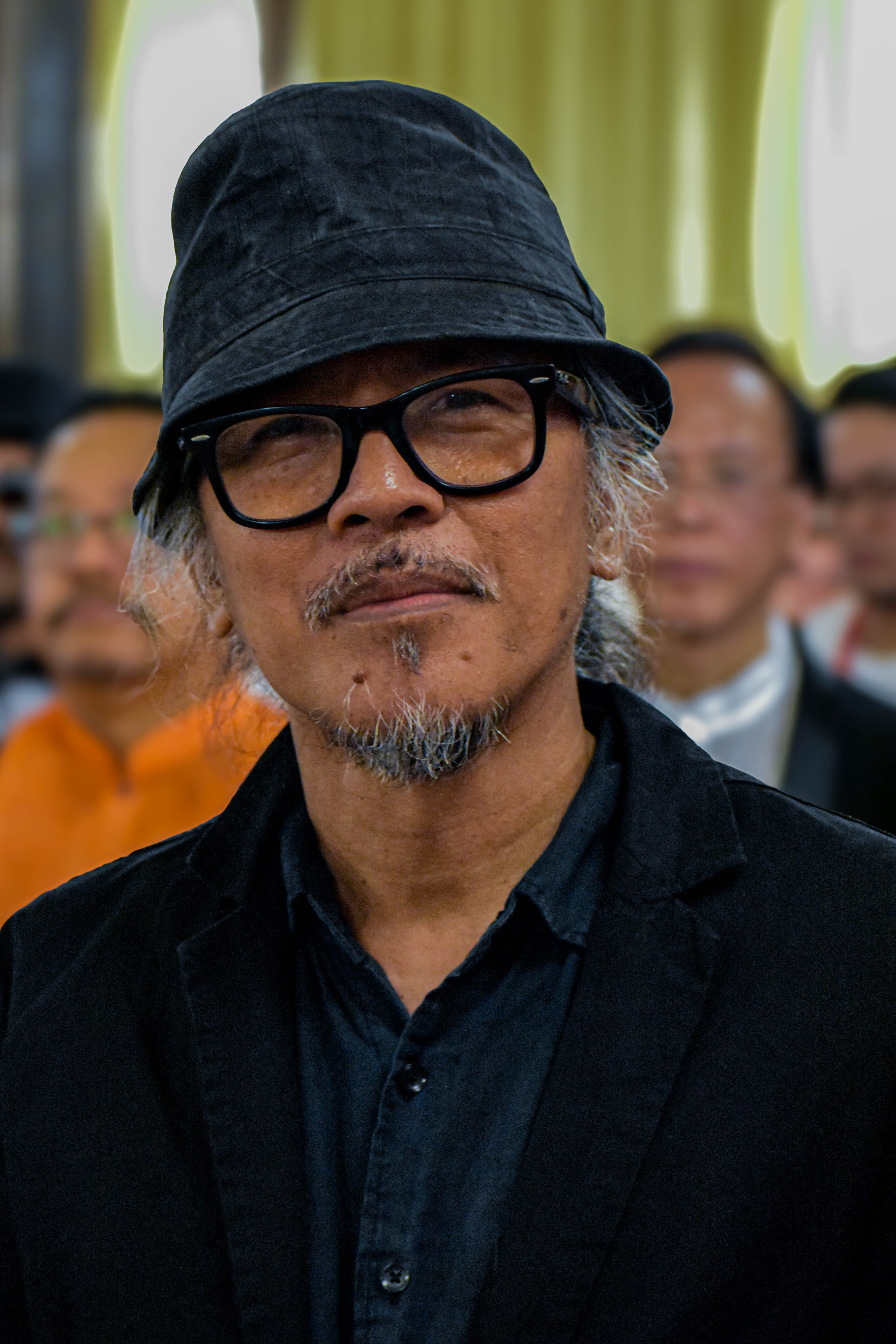
Lav Diaz (2024)

Lav Diaz oder Lavrente Indico Diaz (* 30. Dezember 1958 in Datu Paglas, Maguindanao) ist ein philippinischer Filmregisseur.

## Leben
Diaz, dessen Eltern beide Lehrer an der örtlichen Schule waren, studierte am Mowelfund-Film-Institut. Er arbeitete für eine Musikzeitschrift und experimentierte mit Fotografie und Schreiben, bevor er sich mit der Filmproduktion beschäftigte.
In den 1990er Jahren lebte er zeitweise in New Jersey und New York, wo sein Film Batang West Side entstand. Seine Filme, die sich zumeist mit der jüngeren Geschichte seines Heimatlandes beschäftigen, sind auf internationalen Festivals präsent und wurden mit zahlreichen Preisen ausgezeichnet. Bekannt ist er unter anderem für die außergewöhnlichen Laufzeiten seiner Filme. Evolution of  Filipino Family, ein Familiendrama über die Zeit der Marcos-Diktatur, das über einen Zeitraum von zehn Jahren entstand, hat eine Länge von 660 Minuten. Sein bislang größter Erfolg gelang Diaz mit dem fünfeinhalbstündigen Historiendrama Mula sa kung ano ang noon, für das er 2014 den Goldenen Leoparden des Internationalen Filmfestivals von Locarno erhielt. Erneut beschäftigte er sich in dem Film mit den Auswirkungen der Marcos-Diktatur.

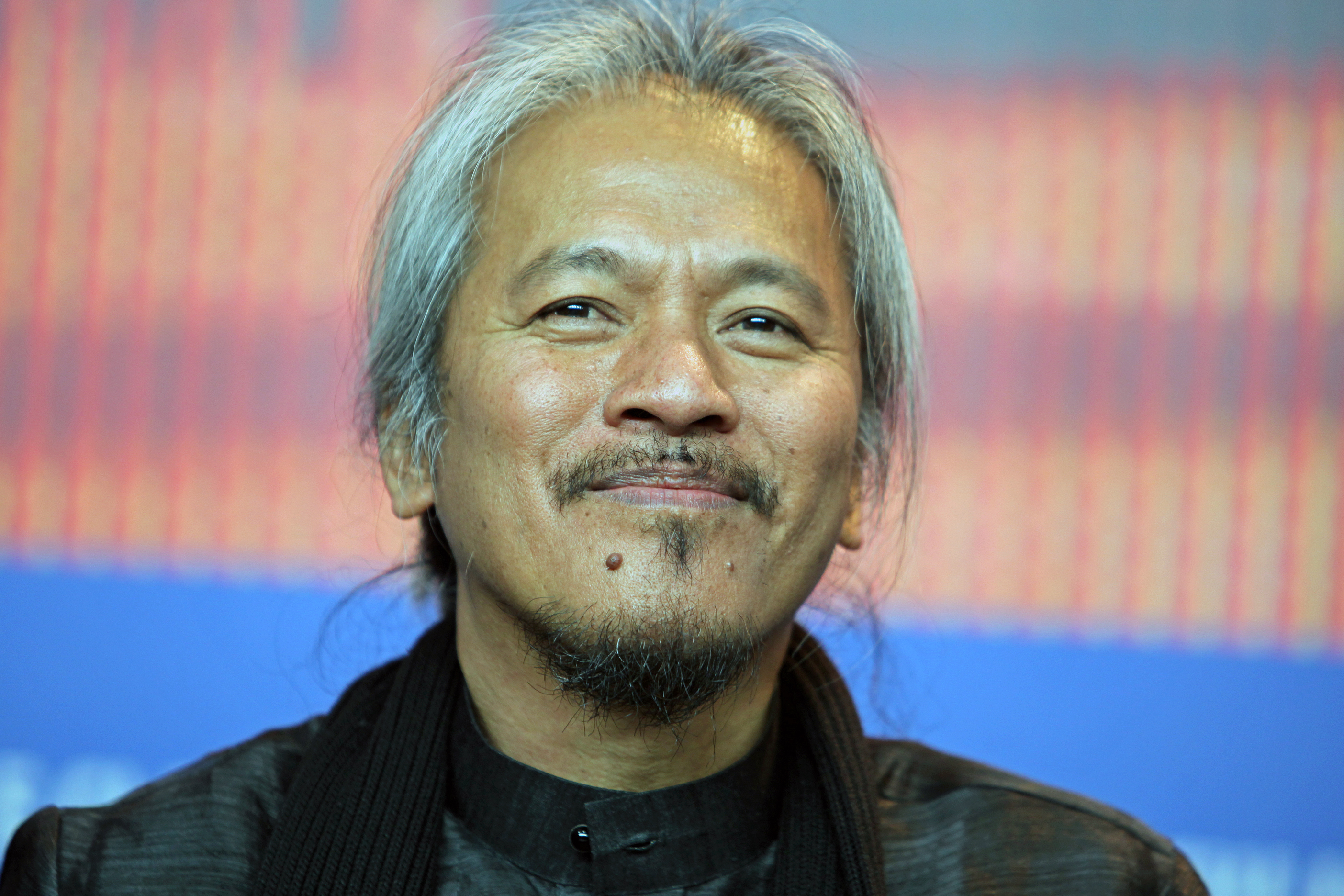
Lav Diaz bei der Berlinale im Februar 2016

2016 erhielt Diaz für seinen Spielfilm Hele Sa Hiwagang Hapis (A Lullaby to the Sorrowful Mystery) eine Einladung in den Wettbewerb der 66. Internationalen Filmfestspiele Berlin. Er beschreibt den achtstündigen Schwarzweißfilm über Andrés Bonifacio als „eine Heirat zwischen Geschichte, Literatur und Mythologie.“ Im selben Jahr konkurrierte Diaz mit dem fast vierstündigen Werk Ang Babaeng Humayo im Wettbewerb der 73. Internationalen Filmfestspiele von Venedig und gewann mit dem Goldenen Löwen den Hauptpreis des Festivals. In dem Drama steht eine philippinische Ehefrau und Mutter (gespielt von Charo Santos-Concio) im Mittelpunkt, die nach dreißig Jahren Haft wegen einer falschen Mordanklage aus dem Arbeitslager entlassen wird. Sie fasst den Entschluss, sich an ihrem Ex-Liebhaber – dem Urheber der Intrige, die sie ins Gefängnis brachte – zu rächen.
2017 wurde er in die Academy of Motion Picture Arts and Sciences (AMPAS) aufgenommen, die jährlich die Oscars vergibt.
Im Jahr 2024 wurde seine 40. Regiearbeit Henrico’s Farm in den Kinos veröffentlicht.

## Filmografie
- Serafin Geronimo: Kriminal ng Barrio Concepcion – Criminal of Barrio Concepcion, 1998
- Burger Boys, 1999
- Hubad sa Ilalim ng Buwan – Naked Under the Moon, 1999
- Batang West Side – West Side Kid, 2002
- Hesus Rebolusyunaryo – Jesus, Revolutionary, 2002
- Ebolusyon ng Isang Pamilyang Pilipino – Evolution of a Filipino Family, 2004
- Heremias (Unang Aklat: Ang Alamat ng Prinsesang Bayawak) – Heremias (Book One: The Legend of the Lizard Princess), 2006
- Kagadanan Sa Banwaan Ning Mga Engkanto – Death in the Land of Encantos, 2007
- Melancholia, 2008
- Walang alaala ang mga paru-paro – Butterflies Have No Memory, 2009
- Babae ng Hangin – Woman of The Wind, 2011
- Century of Birthing, 2011
- Florentina Hubaldo, CTE, 2012
- Norte, hangganan ng kasaysayan – Norte, the End of History, 2013.[10]
- Mula sa kung ano ang noon – From What Is Before, 2014
- Hele Sa Hiwagang Hapis – A Lullaby to the Sorrowful Mystery, 2016
- Ang Babaeng Humayo – The Woman Who Left, 2016
- Ang panahon ng halimaw – Season Of The Devil, 2018
- Ang Hupa – The Halt, 2019
- Kapag Wala Nang Mga Alon –  When the Waves Are Gone, 2022
- Henrico’s Farm – Ang Saka Ni Henrico, 2024
- Magalhães – Magellan, 2025

## Preise
- Goldener Löwe für den Film Ang Babaeng Humayo (The Woman Who Left), Internationale Filmfestspiele von Venedig 2016
- Goldener Leopard für den Film Mula sa kung ano ang noon (Von dem, was war), Internationales Filmfestival von Locarno 2014
- NETPAC Prize (Best Asian Film) für den Film Florentina Hubaldo, CTE, Jeonju International Film Festival 2012
- On Screen Award (Best Film, International Competition) für den Film, Florentina Hubaldo, CTE, The Images Festival 2012, Toronto
- Grand Jury Prize für den Film, Century of Birthing, Cinemanila International Film Festival 2011
- Guggenheim Fellowship 2010
- Grand Prize Orizzonti (2008, Melancholia, Internationale Filmfestspiele von Venedig)
- NETPAC Prize, Best Asian Feature (2008, Death in the Land of Encantos, Jogja-NETPAC Asian Film Festival)
- Silver Hanoman (2008, Death in the Land of Encantos, Jogja-NETPAC Asian Film Festival)
- Young Critics Circle Awardee (2008, Death in the Land of Encantos; Best Achievement in Cinematography and Visual Design)
- Venice Horizons Special Mention Awardee (2007, Death in the Land of Encantos; Internationale Filmfestspiele von Venedig)
- Special Jury Prize Awardee (2006, Heremias, Internationales Filmfestival Freiburg)
- Grand Prix Nominee (2006, Heremias, Internationales Filmfestival Freiburg)
- Gawad Urian Award Nominee (2007, Imahenasyon, Best Short Film)
- Gawad Urian Awardee (2005, Ebolusyon ng Isang Pamilyang Pilipino, Best Picture, Best Screenplay, Best Production Design)
- Netpac Awardee [2001 Cinemanila International Film Festival, Batang West Side;  Best Acting Ensemble (Joel Torre, Yul Servo, Art Acuna, Ruben Tizon)]
- Gawad Urian Awardee [2002, Batang West Side; Best Picture, Best Direction, Best Screenplay, Best Cinematography, Best Actor (Joel Torre), Best Supporting Actor (Raul Arellano), Best Supporting Actress (Gloria Diaz), Best Production Design, Best Music, Best Sound]
- Silver Screen Awardee (2002, Batang West Side; Best Asian Feature Film, Singapore International Film Festival)
- Brussels Film du Independent Awardee [2002, „Batang West Side“; Best Picture, Best Actors (Joel Torre and Yul Servo)]
- Star Awards [2002, Batang West Side; Best Supporting Actress (Gloria Diaz), Best Cinematography]
- Silver Screen Award Nominee (2000, Hubad sa Ilalim ng Buwan, Best Asian Feature Film)
- Urian Awardee [1998, Kriminal ng Baryo Concepcion; Best Actor (Raymond Bagatsing)]
- Palanca Memorial Awards for Literature (1996, „West Side Avenue, JC“, screenplay)
- Palanca Memorial Awards for Literature (1992, „Ang Pinagdaanang Buhay...“, short story)
- Palanca Memorial Awards for Literature (1990, „Pula, Puti at saka Blu at marami Pang Korol“, short story)
- Film Development Council Screenwriting Award (1997, „Ang Kriminal ng Baryo Concepcion“, screenplay)
- SANDUGO Awards (1986, „Ang Anino ni Macliing Dulag“, essay)

## Veröffentlichungen
- Axel Estein: Licht- und Schattenspiele in der innertropischen Konvergenzzone. In: Lukas Foerster, Nikolaus Perneczky, Fabian Tietke, Cecilia Valenti (Hrsg.): Spuren eines Dritten Kinos. Zu Ästhetik, Politik und Ökonomie des World Cinema. Transcript, Bielefeld 2013, S. 168–202.
- Michael Guarneri: Conversations with Lav Diaz. Piretti, Bologna 2021.
- Lav Diaz, Batang West Side, Edition Filmmuseum, Doppel-DVD, 2022